# Marc Meurin
Pour les articles homonymes, voir Meurin.
Marc Meurin est un cuisinier français, né le 4 janvier 1953 à Lens.
Chef cuisinier étoilé (**), son restaurant, vendu en avril 2021, se situait à Busnes près de Béthune dans le département du Pas-de-Calais (62).

## Biographie
Il obtient son CAP de cuisine à l'école hôtelière de Lille en 1970. Autodidacte, sa détermination et sa passion lui valent de gravir les échelons et de recevoir sa première étoile à son restaurant de Béthune (voir paragraphe « Hommages et distinctions »).
En 2005, il ouvre le « Château de Beaulieu » (du XVIIIe siècle) à Busnes, hôtel**** et restaurant gastronomique « Le Meurin ».

En 2006, il ouvre le second restaurant « Le Jardin d'Alice » au sein du château qui sera un "Bib Gourmand" (repas soigné à prix modéré).

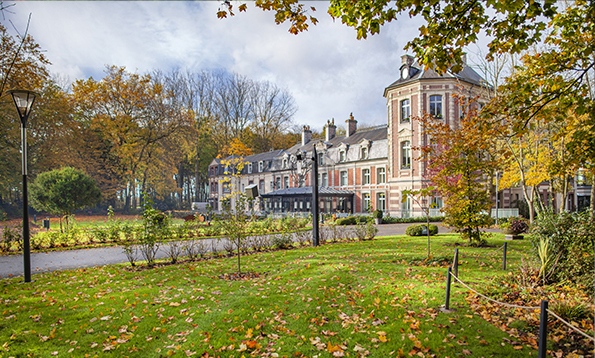
Restaurant de Marc Meurin
Le Château de Beaulieu à Busnes

En 2010 Marc Meurin installe ses fourneaux à Lille, rue de Paris : « Monsieur Jean » nouveau "Bib Gourmand".
En 2012, s'apercevant qu'il lui manque un espace réservé aux réceptions, il ouvre  dans l'enceinte du Château de Beaulieu le « Rose Events ».
L'arrivée du Louvre-Lens dans sa région natale (décembre 2012) lui offre l’opportunité d'ouvrir un restaurant nommé « L'atelier de Marc Meurin » sur le site du musée en 2013 jusqu'en 2023.
Sic : « parce qu’il y a dans ces mers (du Nord) des courants qui rendent les poissons courageux et qui renforcent la qualité de leur chair.»
,
 « on a tout un tas de bonnes choses à quelques pas de chez nous, alors pourquoi aller les chercher à des milliers de kilomètres ».
Il accueille en 2013 la remise des trophées du Gault et Millau Tour.

## Hommages et distinctions
En 1992, obtention d'une première étoile au guide rouge (Michelin) pour son restaurant d'alors le « Meurin » à Béthune.
En 1998, il obtient sa seconde étoile.